# Гастроэнтероколит
Гастроэнтероколит (от др.-греч. γαστήρ — желудок, ἔντερον — кишка, κόλον — толстая кишка) — одновременное воспалительное заболевание желудка, толстого и тонкого отделов кишечника желудочно-кишечного тракта.

## Острый гастроэнтероколит

### Причины острого гастроэнтероколита
Острый гастроэнтероколит развивается обычно в результате пищевых токсикоинфекций, гриппа, сопровождающегося кишечными кровотечениями, др. инфекционных заболеваний (тиф, туберкулёз, сепсис и др.) аллергических факторов (см. Аллергия), отравлений (крепкие кислоты и щёлочи, спирты, тяжёлые металлы, лекарственные отравления и пр.). Инфекция в кишечник может попадать через рот или заноситься с кровью.

### Предрасполагающие факторы
Предрасполагающим фактором являются ахилия, авитаминозы и анемия.

### Симптомы острого гастроэнтероколита
Симптомы острого гастроэнтероколита проявляется отрыжками, изжогами, болями и тяжестью в подложечной области. Иногда заболевание начинается рвотой пищей с последующим поносом, вздутием, болезненностью живота, урчанием и переливанием в кишечнике. Состояние больного зависит от характера инфекции и сопротивляемости организма. В тяжёлых случаях отмечается слабость, разбитость, спутанное сознание, повышение температуры и сердечно-сосудистые расстройства. В лёгких случаях острый гастроэнтероколит проходит через 5—7 дней; в тяжёлых — болезнь может затягиваться, принимая нередко хронический характер.

### Лечение острого гастроэнтероколита
Ликвидация причины, вызвавшей гастроэнтероколит, например, лечение пищевых токсикоинфекций и симптоматическая терапия направленная на поддержание состояния больного (в тяжелых случаях).

## Хронический гастроэнтероколит
Хронический гастроэнтероколит развивается нередко на фоне других поражений органов пищеварения. Течение болезни, как правило, многолетнее, рецидивирующее. Периоды обострения вызываются нарушениями режима и качества питания, а также инфекцией. Проявления болезни зависят от преимущественного поражения желудка (см. Гастрит) или кишечника (см. Колит, Энтерит). При поражении тонких кишок может нарушаться питание; снижается трудоспособность.

### Лечение хронического гастроэнтероколита
Лечение направлено на устранение воспалительных явлений желудочно-кишечного тракта, борьбу с инфекцией и интоксикацией. Диетотерапия: питание дробное (5—6 раз в день), исключение из рациона механических и химических раздражителей (закусок, копчёностей, консервов, жареных блюд, грубого и жилистого мяса, грубых сортов овощей), чёрного хлеба и свежего молока. За основу питания берётся преимущественно белковая диета (мясные бульоны, рубленое мясо, курица, индейка, протёртый творог, трёхдневный кефир при низкой кислотности, нежирный сыр, отварная рыба — судак, щука, треска); в ограниченном количестве — манная, рисовая и овсяная каши на воде с небольшим количеством масла, белые сухари или чёрствый хлеб; чай с лимоном, сок чёрной смородины, отвар шиповника, компоты из фруктов (кроме сливы).

### Профилактика хронического гастроэнтероколита
Предупреждение пищевых токсикоинфекций, соблюдение правил личной гигиены, радикальное лечение острого гастроэнтероколита.